# ニコラス・ナボコフ
ニコラス・ナボコフ（Nicolas Nabokov, 露: Николай Набоков, 1903年4月17日 - 1978年4月6日）は、ロシア帝国出身のアメリカ合衆国の作曲家、文化人。

## 生涯
ミンスク近郊の上流家庭の家に生まれた。従兄に作家のウラジーミル・ナボコフがいる。1918年にロシア革命によってクリミア半島に逃れたが、そこでウラディーミル・レビコフから音楽教育を受けた。短期間ドイツに滞在した後、1923年からパリに定住し、パリ大学で学んだ。
1928年、セルゲイ・ディアギレフの委嘱でバレエ・リュスのモンテカルロ公演のためにバレエ・オラトリオ『オード：神の尊厳への瞑想』を作曲。ついで1931年には『叙情交響曲』を作曲。1933年にバーンズ財団の音楽講師としてアメリカへ移住。その翌年にはバレエ『ユニオン・パシフィック』を作曲している。
1936年から1941年にかけてニューヨーク州のウェルズ大学で教壇に立ち、ついでメリーランド州のセント・ジョン大学に移った。1945年から米国戦略爆撃調査団で働くようになり、引き続いて占領下のドイツで文化アドバイザーを務めた。
帰国後の1947年からピーボディー音楽院で教えるようになり、1950年から1951年にかけてローマのアメリカン・アカデミーの音楽監督を務めた。1951年、文化自由会議の事務局長となり、15年にわたって多くの音楽祭や芸術祭を企画した。
その間にも1958年にはオペラ『ラスプーチンの最期』、1966年にはバレエ『ドン・キホーテ』を作曲している。

## 文献
- Bonnie Hedges, Bonlyn Hall: Twentieth-Century composers in the Chesapeake Region, in: Twentieth-century composers in the Chesapeake region - A bio-bibliography and guide to library holdings, Richmond, Virginia: Chesapeake Chapter Music Library Association, 1994, 168 p.
- Wolfgang Suppan, Armin Suppan: Das Neue Lexikon des Blasmusikwesens, 4. Auflage, Freiburg-Tiengen, Blasmusikverlag Schulz GmbH, 1994, ISBN 3-923058-07-1
- Maurice Fleuret: Chroniques pour la musique d'aujour'hui, Arles, France: Editions Bernard Coutaz, Recueil d'analyses de cinquante-quatre musiciens sélectionnées parmi la production journalistique de Maurice Fleuret. 1992, 275 p. ISBN 978-2-87712-049-4
- Edith Borroff, J. Bunker Clark: American opera : a checklist, Detroit: Harmonie Park Press, 1992, 334 p., ISBN 978-0-89990-063-6
- Paul E. Bierley, William H. Rehrig: The heritage encyclopedia of band music : composers and their music, Westerville, Ohio: Integrity Press, 1991, ISBN 0-918048-08-7
- Giuseppe Triggiani,  Franco Mannino: Il melodramma nel mondo 1597-1987, Bari: Levante Editori-Bari, 1988, 378 p.
- Lubov Breit Keefer: Baltimore's music - The haven of the American composer, Baltimore: 1982, 343 p.
- James L. Limbacher: Film music : from violins to video, Metuchen, N.J.: Scarecrow Press, 1974.